# 100 000 (nombre)
Pour les articles homonymes, voir 100 000.
100 000 (cent mille) est la notation décimale positionnelle de l'entier naturel qui suit 99 999 (quatre-vingt-dix-neuf mille neuf cent quatre-vingt-dix-neuf) et qui précède 100 001 (cent mille un).

## Propriétés mathématiques
100 000 (cent mille) est un entier naturel. En notation scientifique, il s'écrit 1×105.
Cent mille est aussi :
- En astronomie : 100 000 mètres, ou 100 km, représente la distance selon la fédération internationale d'aéronautique où commence l'espace.
- En Asie du Sud, 100 000 représente un lakh.
- Dans la langue irlandaise, Ceád Mile Fáilte (prononcé :   [ceːd̪ˠ ˈmʲiːlʲə ˈfˠaːlʲtʲə]) est une salutation populaire signifiant « Cent mille bienvenues ».
- Cent mille est le record du monde, établi le 3 octobre 2006 pour le nombre de chiffres de pi mémorisés par un être humain.
- 100 000 grammes = un quintal.